# 森松駅
森松駅（もりまつえき）は、かつて愛媛県温泉郡浮穴村大字森松にあった、伊予鉄道森松線の駅（廃駅）である。
この項では、森松線廃止後に跡地に設置された伊予鉄バス森松営業所（いよてつバスもりまつえいぎょうしょ）についても触れる。

## 歴史
- 1896年（明治29年）1月26日：森松線開通に伴い開業。
- 1965年（昭和40年）12月1日：森松線の廃線に伴い廃止。
- 1966年（昭和41年）11月21日：森松バスターミナル完成、バス森松出張所設置。
- 1967年（昭和42年）10月：森松出張所を森松営業所に昇格。

## 廃止時の駅構造
『坊っちゃん列車と伊予鉄道の歩み』に掲載された写真によれば駅舎側にホーム1面があり、機回し線や小規模な車庫もあったようである。

## 駅周辺
- 浮穴村役場（のち松山市役所浮穴支所）
- 浮穴村立浮穴小学校（のち松山市立浮穴小学校）
- 浮穴村立浮穴中学校（のち松山市立浮穴中学校）
- 浮穴駐在所
- 松山南郵便局（駅廃止時は森松郵便局）
- 重信川

## バス営業所

### 構造
バスターミナル建設に当たっては、鉄道駅時代の施設がいったん撤去されたが、バスターミナルにも鉄道駅のような出札窓口を設置するなど、鉄道時代を意識した設備となっていた。
また、バスターミナルは道路から奥まったところに存在し、バスターミナルに停車するバスはターミナル敷地内に入った形で停車する。また必要に応じてバス乗務員が交代する。

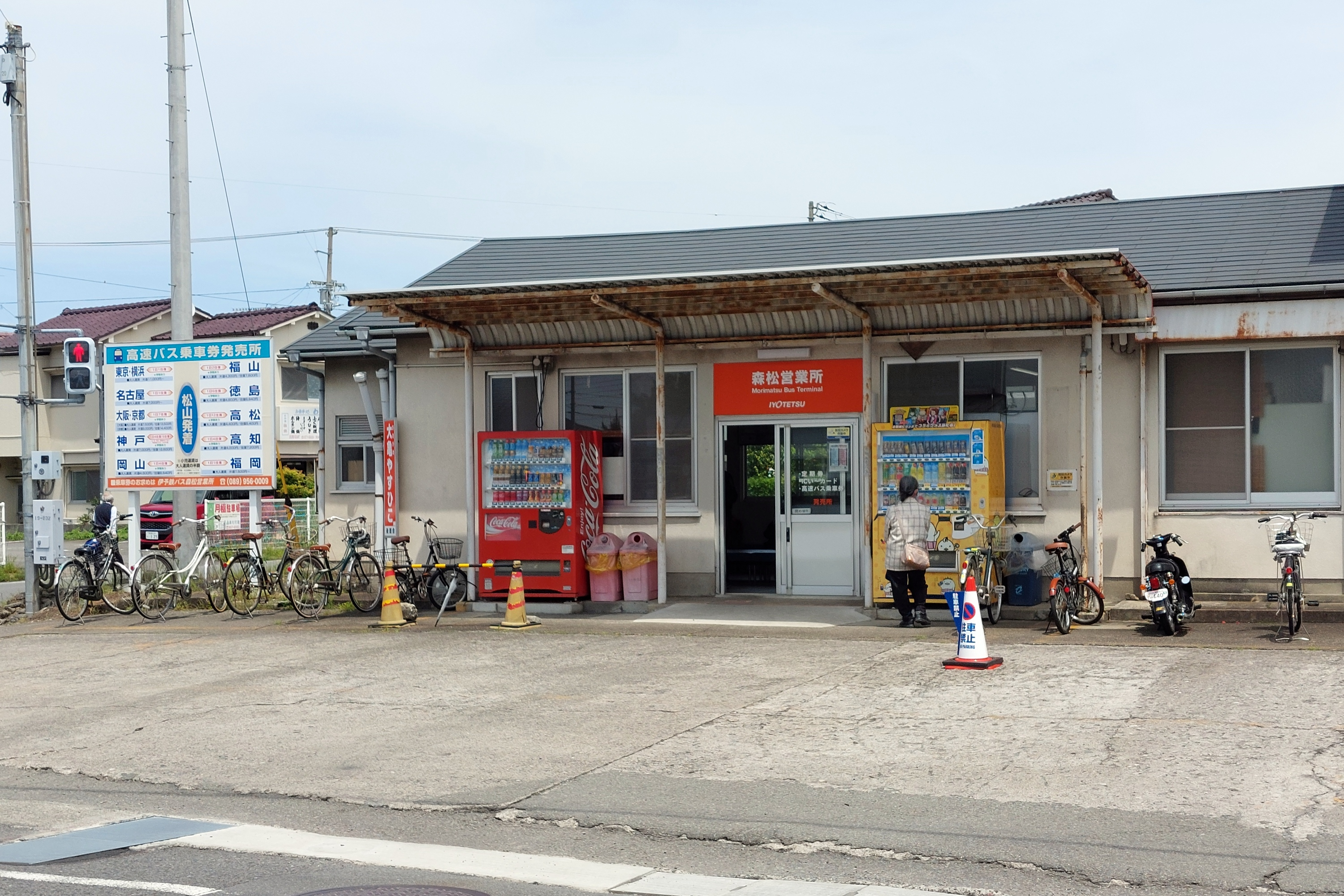
現在の伊予鉄バス森松営業所
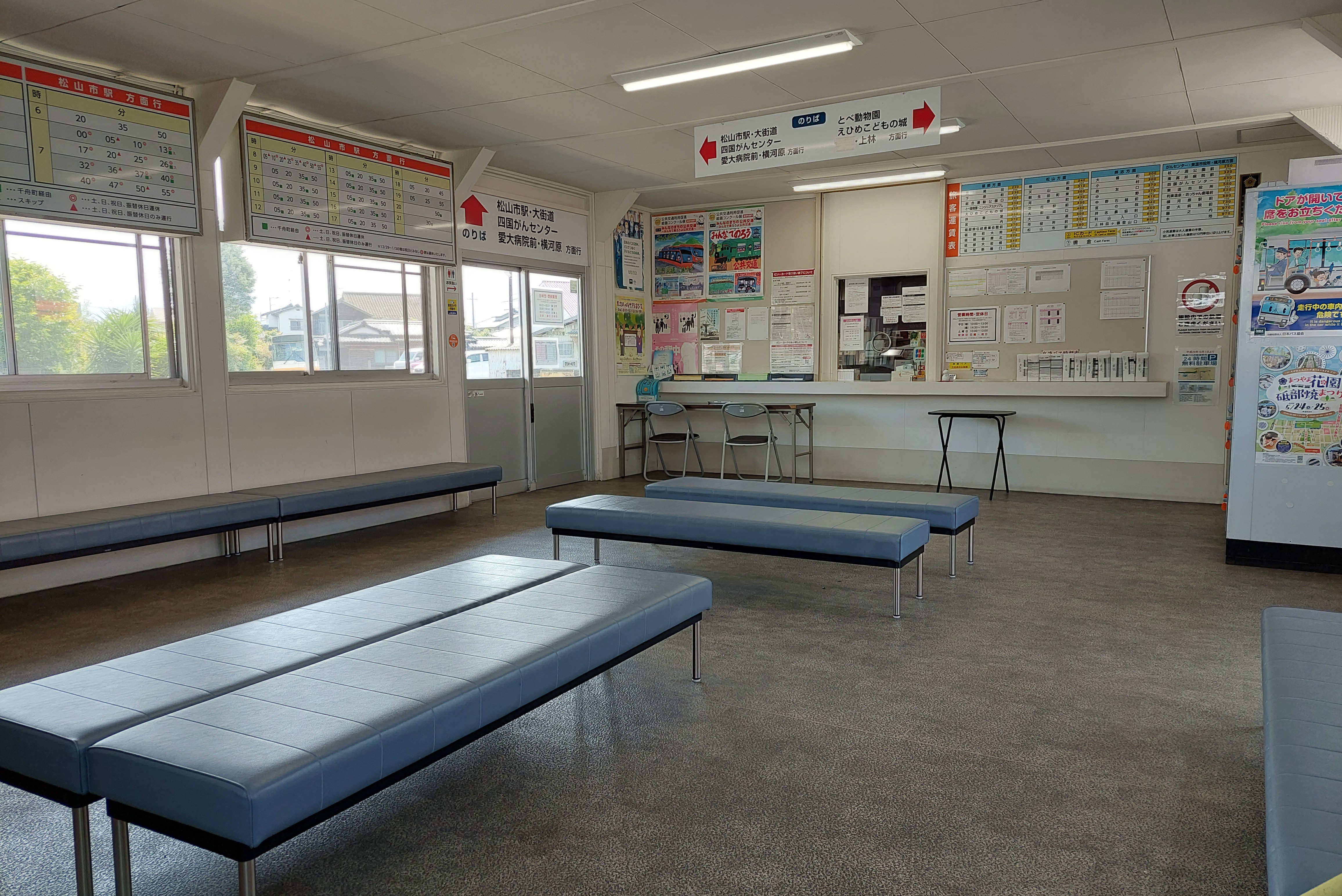
待合室
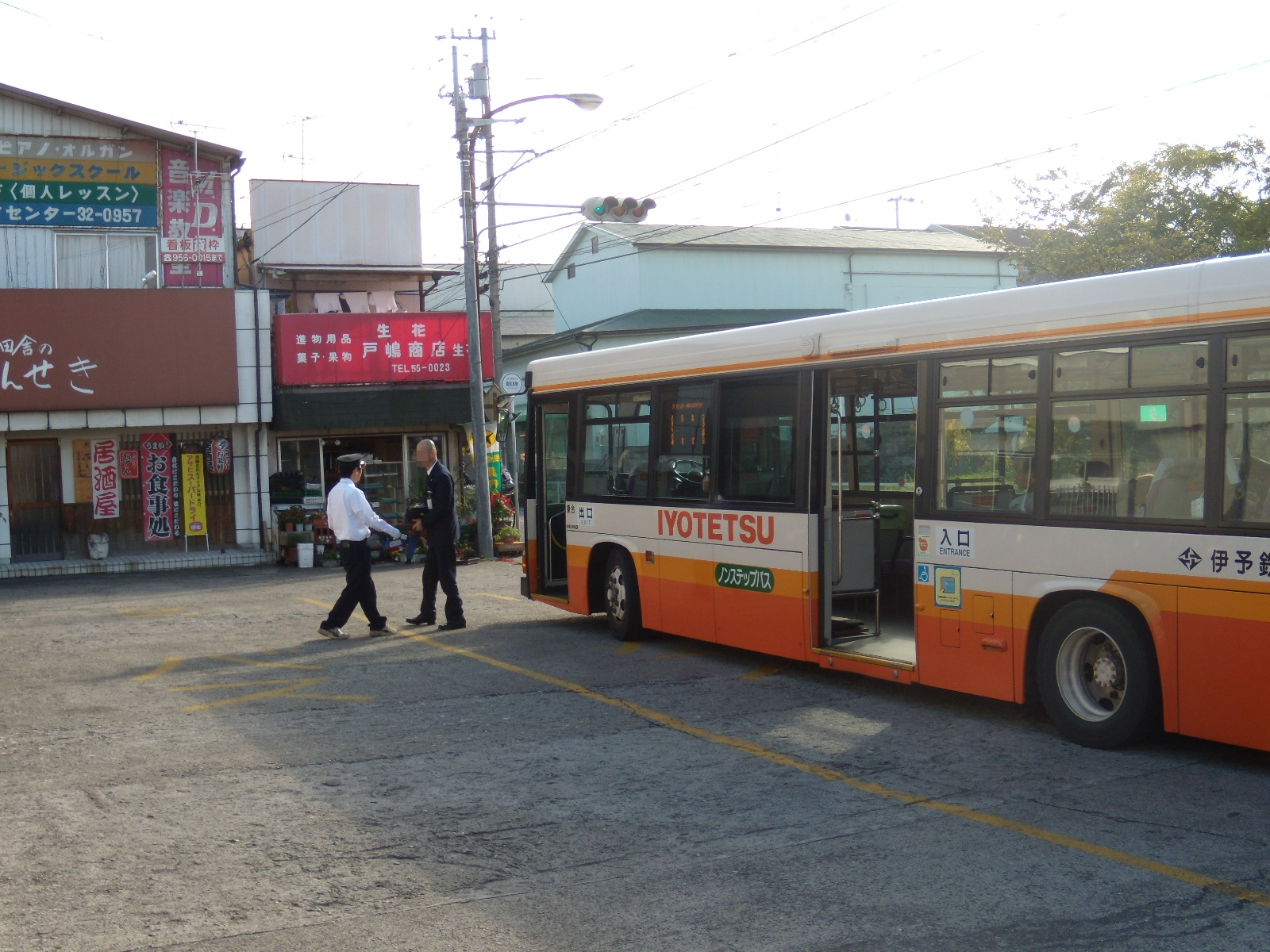
砥部方面行のバスはここで乗務員が交代する

### 発着路線

#### 現行路線
森松・砥部線
(13) 松山市駅 - 森松 - 上林皿ヶ嶺登山口
(15) 松山市駅 - 動物園前・えひめこどもの城
(18) 松山市駅 - 砥部断層口
(18) 松山市駅 - 砥部大岩橋
(18) 松山市駅 - 砥部焼伝統産業会館前
(18) 松山市駅 - 森松
森松 - 横河原線
(22) 森松 - 南高井 - 東温市役所 - 横河原駅前 - 愛大病院前 - 木地

#### 過去の路線
久谷線・丹波線
(14) 松山市駅 - 森松 - 久谷
(14) 松山市駅・森松 - 丹波
久万線
(16) 松山市駅 - 久万
参川線
(17) 松山市駅 - 中畦

## 隣の駅
伊予鉄道
森松線
石井駅 - 森松駅